# لزلی لینکا گلتر
لزلی لینکا گلتر (انگلیسی: Lesli Linka Glatter؛ زادهٔ ۲۶ ژوئیهٔ ۱۹۵۳) بازیگر، رقص‌پرداز و کارگردان فیلم اهل ایالات متحده آمریکا است.
از فیلم‌ها یا مجموعه‌های تلویزیونی که وی در آن‌ها نقش داشته است می‌توان به مد من، بازماندگان و میهن اشاره نمود.
وی همچنین برندهٔ جوایزی همچون جایزه انجمن کارگردانان آمریکا شده است.